# Würselen
Würselen je grad u Sjevernoj Rajni-Vestfaliji u Njemačkoj. Jedno je od 10 općinskih središta okruga Region Aachena.

## Geografija
Würselen leži sjeverno od grada Aachena u neposrednoj blizini tromeđe Belgije, Njemačke i Nizozemske. Njegova susjedna naselja su gradovi Herzogenrath, Alsdorf i Eschweiler te grad Aachen. Würselen je dio aachenske četvrti Nordkreis i jedini je dio gradske četvrti bez vanjskih granica.

## Povijest
Za vrijeme Rimskog Carstva rimski su vojnici bili smješteni u Würselenu, na području danas poznatom kao "Mauerfeldchen" (malo zidno polje).
Prvo spominjanje grada bilo je kao Wormsalt 870. godine. U periodu 1265. – 1269. vojvoda Wilhelm IV. od Jülicha sagradio je dvorac Wilhelmstein. Od 1616. grad je poznat kao Würselen. Godine 1972. u grad su uključene susjedne općine Bardenberg i Broichweiden.

## Gradovi prijatelji
- Hildburghausen (Njemačka)
- Morlaix (Francuska)
- Campagnatico (Italija)
- Réo (Burkina Faso)